# Arktische Fauna

Die Arktis. Die rote Linie markiert die 10 °C Isotherme im Juli

Die arktische Fauna umfasst die permanent oder zeitweise in der Arktis auftretende Fauna.

## Lebensraum
Die Arktis ist nach verbreiteter Definition die Region nördlich der Baumgrenze im Norden. Sie schließt nördlich an die Region des borealen Nadelwalds an. Zumindest als Annäherung gilt es als gesichert, dass das Wachstum von Bäumen an eine Mindesttemperatur von 10 °C im wärmsten Monat – in der Arktis der Juli – gebunden ist; deshalb wird die 10°-Isotherme für den Juli verbreitet als Grenze der Arktis verwendet. Für eine grobe Annäherung wird auch der Polarkreis herangezogen, dieser ist aber als Grenze für biologische Fragestellungen zu ungenau. Der von Sträuchern und Baumgruppen geprägte Übergang dazwischen, der Wald-Tundra-Ökoton wird oft als Subarktis gefasst. Dieser Begriff ist aber nicht ganz eindeutig und wurde, vor allem in Nordamerika, auch für den borealen Nadelwaldgürtel selbst verwendet. Als Landlebensraum (terrestrisch) umfasst die Arktis etwa 7,1 Millionen Quadratkilometer in Nordamerika (einschließlich der Insel Grönland), Nordeuropa und Nordasien, etwa 4,8 Prozent der Landfläche der Erde. Die Lebensbedingungen innerhalb der Arktis werden nach Norden hin härter: Typisch sind frost- und schneefreie Perioden zwischen drei Monaten und einem Monat, Sommertemperaturen zwischen 10 und 12 °C und 2 °C und Niederschläge zwischen 245 und 45 Millimeter im Jahr. Die Böden sind durch Permafrost gekennzeichnet. Die Arktis ist zu großen Teilen von Eis bedeckt oder bildet vegetationsfreies Ödland und Kältewüsten (barren). Charakteristische Vegetationsform der südlicheren, vegetationsbedeckten Abschnitte ist die Tundra; die arktische Tundra umfasst etwa 5 Millionen Quadratkilometer. Höhere Produktivität und Biomasse sind in der Regel an Feuchtgebiete gebunden. Diese wurden sogar schon, in Analogie zu Trockenwüsten, als „arktische Oasen“ umschrieben.

### Biogeographie
Biogeographisch ist die Arktis keine eigenständige Region. Sie wird nach ihrer Fauna gemeinsam mit den temperaten (gemäßigten) und borealen Breiten zum Faunenreich der Holarktis gerechnet. Neben der Gliederung in die eurasische Paläarktis und die amerikanische Nearktis existiert keine allgemein akzeptierte faunistische Gliederung in biogeographische Regionen oder Provinzen. Ökologisch entspricht die Arktis der polaren/subpolaren Ökozone. Im System nach Schultz, im System nach Walter und Breckle wird der „Zonobiom IX des arktisch-antarktischen kalten Klimas der Tundra und der polaren Wüsten“ unterschieden. Diese Systeme beruhen aber im Wesentlichen auf Vegetation und Klima und berücksichtigen faunistische Belange nur am Rande.

### Marine Lebensräume
Das nördliche Polarmeer ist zu großen Teilen, grob abgeschätzt etwa zur Hälfte, ein relativ flaches Schelfmeer. Prägend ist die im Winter fast durchgehende, im Sommer (zumindest früher meist) ausgedehnte, im Zentrum ganzjährig vorhandene Packeis-Decke. Unterhalb des Packeises kommt die Photosynthese fast zum Erliegen, dadurch ist hier die Produktivität gering, vor allem im zentralpolaren Becken. Die bereitstehenden Nährstoffe ermöglichen aber randlich und zu günstigen Zeiten hohe Produktivität bis hin zu Algenblüten. Die Randmeere wie die Barentssee, Beringsee und Tschuktschensee gehören dadurch sogar zu den produktivsten marinen Ökosystemen weltweit und ermöglichen ein reiches marines Leben; eingeschränkt gilt dies auch für die Polynjas genannten, von Meereis freien zentralen Abschnitte. Abtauendes Meereis und Gletschereis führt dem Polarmeer große Mengen Süßwasser zu.

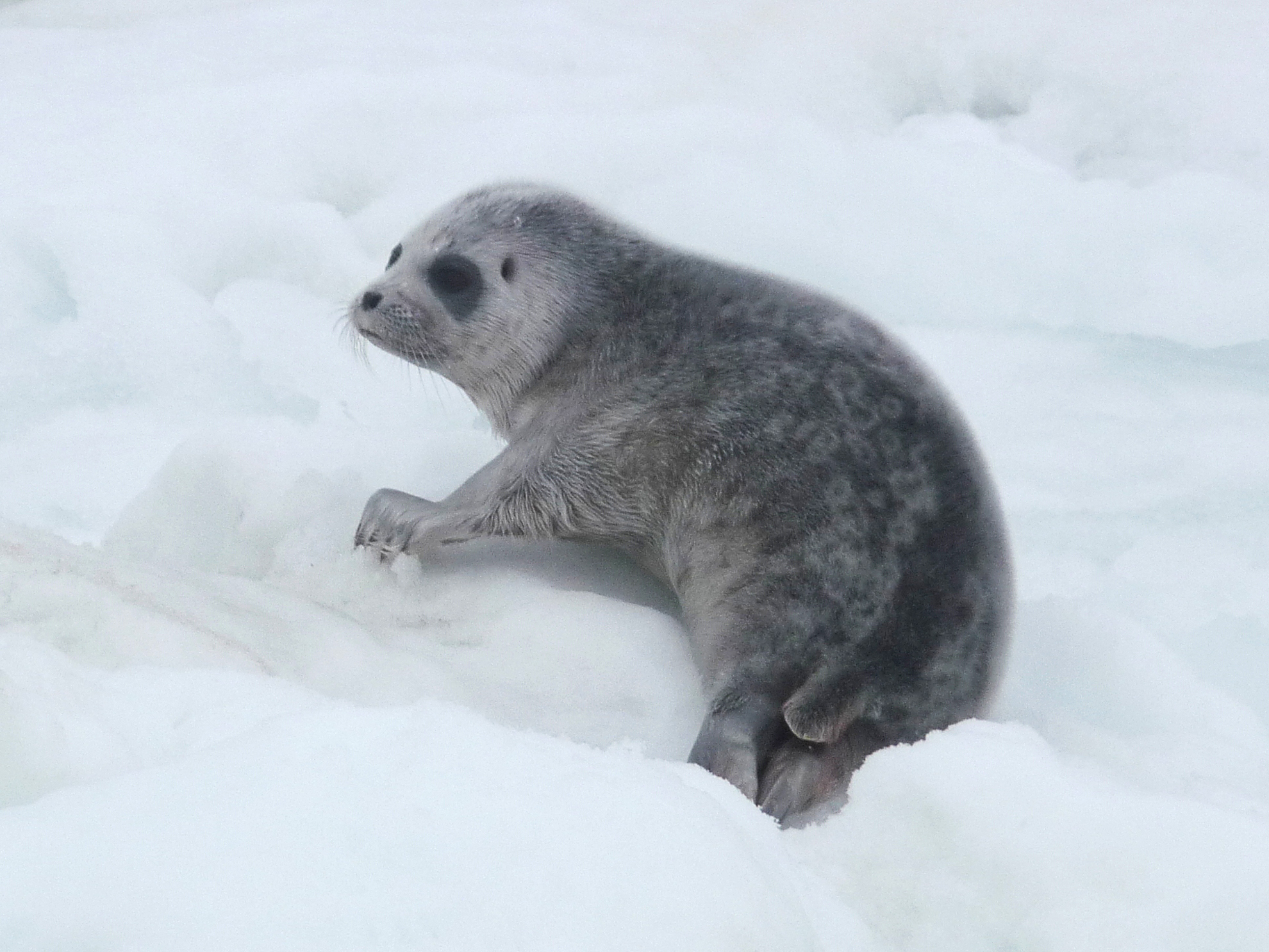
Ringelrobbe, Jungtier

Das Meereis und die Packeisdecken stellen einen eigenen Lebensraum dar. Bedeutsam sind sie unter anderem als Fortpflanzungshabitat für Meeressäuger wie Walross (insbesondere die pazifische Unterart), Ringelrobben (vor allem nördliche Unterart Pusa hispida hispida) und Bartrobben, und für den als Prädatoren auf diese angewiesenen Eisbären, aber auch für Vogelarten wie die Elfenbeinmöwe nutzen oft den Packeisrand als Bruthabitat. Auch das Innere und insbesondere die poröse Unterseite der Packeisdecken und das direkt anschließende freie Wasser stellen einen eigenen Lebensraum für Arten der Meiofauna dar. Das arktische Packeis unterscheidet sich dabei in der Artenzusammensetzung merklich vom antarktischen: die in der Antarktis dominierenden Leuchtgarnelen (oder Krill) spielen in der Arktis eine viel geringere Rolle und werden von Gammariden ersetzt. In den vergangenen ca. 20 Jahren ist die Meereisdecke der Arktis um etwa die Hälfte zurückgegangen, die dadurch ausgelösten ökologischen Folgen sind noch kaum abschätzbar und wirken sich weit über die Arktis hinaus aus.

### Limnische Lebensräume

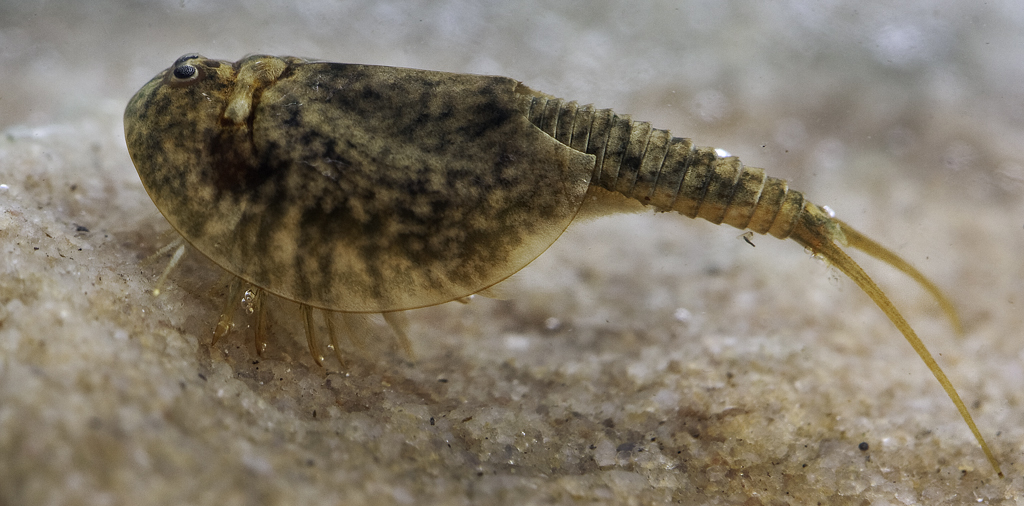
Lepidurus arcticus

Fließgewässer und stehende Süßgewässer wie Seen sind in der Arktis, trotz der geringen Niederschläge, weit verbreitet, da die potenzielle Verdunstung (Evaporation) aufgrund der geringen Temperaturen noch stärker absinkt. In der nördlichen, hohen Arktis frieren Gewässer meist einen Teil des Jahres vollständig durch. Solche Gewässer sind insgesamt artenarm besiedelt, die Lebensgemeinschaft umfasst nur zwei Trophieniveaus, Wirbeltiere fehlen in der Regel völlig. Größte Besiedler sind verbreitet große Kiemenfußkrebse wie zum Beispiel Lepidurus arcticus. In südlicheren und subarktischen Gewässern ist die Lebensgemeinschaft meist ebenfalls recht artenarm. Dabei kann aber eine verborgene Diversität unterhalb des Artniveaus auftreten; so besitzt der Wandersaibling zahlreiche unterscheidbare arktische Formen, die manchmal sogar sympatrisch, im selben Gewässer, nebeneinander auftreten.
Fünf der zehn größten Flüsse der Erde münden in das arktische Meer: Lena, Ob und Jenissei in Sibirien, Mackenzie River und Yukon River in Nordamerika, neben weiteren bedeutenden Flüssen wie Nördliche Dwina, Petschora, Chatanga, Kolyma und Nelson River. Im Gegensatz zu den meist extrem nährstoffarmen (oligotrophen) arktischen Gewässern haben diese Ströme den größten Teil ihres Einzugsgebiets außerhalb der arktischen Region, in die sie neben Nährstoffen auch Wärme einführen. Die auch im Winter eisfreien Deltas und Mündungsbereiche der Flüsse sind deshalb bedeutende Lebensräume für Wasservögel.

## Artenvielfalt
Im Gegensatz zum isolierten antarktischen Kontinent bildet das Zentrum der Arktis ein Binnenmeer mit relativ geringen Verbindungen zum Weltmeer, das von zwei großen kontinentalen Landmassen eingerahmt wird. Die arktische terrestrische Fauna ist dadurch weitaus artenreicher als die antarktische. Im Gegensatz dazu ist die marine arktische Fauna aber deutlich artenärmer. Dem generellen globalen Trend folgend, wird die Fauna umso artenärmer, je weiter eine Region vom Äquator entfernt liegt. Auch innerhalb der Arktis nimmt die Biodiversität nach Norden hin ab. Außerdem ist der arktische Lebensraum auch artenarm, weil er relativ jung ist: Während der Eiszeiten war die gesamte Arktis vergletschert und lebensfeindlich, alle heutigen Besiedler mussten sie seitdem aus Refugialgebieten weiter südlich neu besiedeln.
Innerhalb der Arktis leben (geschätzt) 75 Arten von Säugetieren (1,7 Prozent der globalen Fauna), 240 Vogelarten (2,9 Prozent der globalen Fauna) und etwa 3.300 Insektenarten (0,4 Prozent der globalen Fauna).
Die meisten in der Arktis verbreiteten Tierarten haben ein großes Verbreitungsgebiet, nicht wenige sind in der gesamten Arktis (zirkumpolar) verbreitet. Regionale oder lokale Endemiten mit beschränktem Verbreitungsgebiet existieren nur wenige, die meisten in Ostsibirien (Beringia). Die meisten arktischen Arten kommen auch in der borealen oder sogar bis hin zur temperaten Zone vor. Es existieren aber eine Reihe von Spezialisten für die arktische Region.

## Tiergruppen

### Vogelarten
Die in der Arktis brütenden Vogelarten sind, mit sehr wenigen Ausnahmen, Zugvögel, die den Winter in südlicheren Breiten verbringen, einige davon auch in Mitteleuropa.
In der Arktis leben, neben weit verbreiteten Arten wie dem Kolkraben und aus der borealen Zone randlich einstrahlenden Arten wie der Rotdrossel, auch auf diese Zone spezialisierte Vogelarten. Nach dem Verbreitungsmuster kann man sie einteilen in (jeweils mit Beispielen)
- Arten der südlichen Tundra (hypoarktisch): Moorschneehuhn, Dunkler Wasserläufer, Pfuhlschnepfe, Zwergammer
- Arten der gesamten Tundra, mit Verbreitungsschwerpunkt im zentralen Teil (hemiarktisch): Spornammer, Prärie-Goldregenpfeifer, Sibirischer Goldregenpfeifer, Alpenstrandläufer, Zwergstrandläufer
- Arten der nördlichen Tundra, in den südlichen Abschnitten selten oder fehlend (euarktisch): Kiebitzregenpfeifer, Sichelstrandläufer, Schneeeule, Schneeammer
- Arten der Polarwüste und der nördlichsten Tundra (hyperarktisch): Sanderling, Knutt

Von 162 Vogelarten lebt mehr als die Hälfte ihres weltweiten Brutbestands in der Arktis. Dabei sind Wasservögel wie Gänsevögel (mit 32 Arten) oder Limikolen (mit allein 76 Arten) überrepräsentiert und machen zusammen bereits zwei Drittel der zonalen Arten aus, während zum Beispiel Singvögel (mit 34 Arten) weitaus artenärmer sind als im weltweiten Mittel.
Die Gattung der Strandläufer (Calidris) ist in besonderer Weise an das Leben in der Arktis angepasst. Von den 20 Arten der Gattung (unter Einschluss der sehr nahe verwandten Löffelstrandläufer und Bindenstrandläufer) leben 19 in der Arktis, 16 davon weit überwiegend oder exklusiv, von den etwa 15 Millionen Brutpaaren aller Arten zusammen sind es 95 Prozent. Wichtigste Region ist dabei Sibirien mit fünf exklusiven plus drei weiteren weit überwiegend hier lebenden Arten.
Unter den Meeresvögeln sind die Gänse (der Gattungen Anser und Branta) besonders auf das Leben in der Arktis spezialisiert. Von den 15 Arten brüten 12 in der Arktis, davon 11 fast exklusiv und 8 ausschließlich, 8,3 Millionen der etwa 12,5 Millionen Brutpaare. Dabei ist Nordamerika mit 6 Arten artenärmer als Eurasien mit 9, aber mit mehr als doppelt so viel Brutpaaren (5,7 Millionen gegenüber 2,5 Millionen) weitaus individuenreicher besiedelt. Für den Menschen wirtschaftlich wichtigste Wasservogelart der Arktis ist die Eiderente.

### Säugetiere
In der Arktis leben etwa 67 Arten von terrestrischen und etwa 35 Arten von marinen Säugetieren, davon 22 Walarten (Artenzahl je nach Grenzziehung und Einbeziehung subpolarer Übergangsbereiche etwas unterschiedlich angegeben). Neben Kleinsäugern, wie etwa 14 Arten von Spitzmäusen der Gattung Sorex oder 21 Wühlmäusen (unter Einschluss der Lemminge) gehören dazu große, charismatische Arten wie Moschusochsen und Eisbären. Nahezu alle Arten haben ihren Verbreitungsschwerpunkt oder leben ausschließlich in den südlicheren Abschnitten (hypoarktisch bis hemiarktisch). Euarktische Säuger gibt es nahezu gar keine, einzige Kandidaten wären zwei Lemmingarten, die endemisch auf der Wrangelinsel leben: Lemmus portenkoi und Dicrostonyx vinogradovi (beide sind taxonomisch umstritten). Nur 18 terrestrische Säugetierarten haben ihren Verbreitungsschwerpunkt hier, alle anderen sind in der borealen Zone ebenso verbreitet oder häufiger. In der folgenden Aufstellung sind alle charakteristischen Arten der hohen Arktis berücksichtigt (ohne weit verbreitete, randlich einstrahlende):
- Hasen (Leporidae): Polarhase, Schneehase
- Hörnchen (Sciuridae): Arktischer Ziesel
- Wühlmäuse (Cricetidae): Echter Halsbandlemming, Nördlicher Halsbandlemming, Wrangel-Halsbandlemming, Brauner Lemming, Wrangel-Lemming, Sibirischer Lemming
- Hirsche (Cervidae): Ren (vor allem die Unterart Rangifer tarandus pearyi)
- Hornträger (Bovidae): Moschusochse
- Hunde (Canidae): Polarwolf, Polarfuchs
- Marder (Mustelidae): Vielfraß
- Bären (Ursidae): Eisbär
- Walrosse (Odobenidae): Walross
- Hundsrobben (Phocidae): Klappmütze, Bartrobbe, Sattelrobbe, Bandrobbe, Ringelrobbe
- Glattwale (Balaenidae): Grönlandwal
- Gründelwale (Monodontidae): Weißwal, Narwal

Alle hier genannten Meeressäuger sind auf das Packeis und Meereis als Lebensraum angewiesen. Die Robbenarten nutzen Packeis zur Jungenaufzucht (Walrosse auch Felsküsten, die meisten hier verbreiteten Populationen sind aber schon vor langer Zeit ausgerottet worden), Ringelrobbe und Bartrobbe leben ganzjährig in dessen Umfeld. Der Eisbär ist als spezialisierter Räuber an die Robben als Beute gebunden. Auch die Walarten Grönlandwal, Narwal und Weißwal (oder Beluga) leben überwiegend in enger Assoziation mit Meereis.
Im Nahrungsnetz der Tundra nehmen die Lemminge eine Schlüsselstellung ein: die terrestrischen Prädatoren sind in besonderer Weise auf die Lemminge der Gattungen Lemmus (Echte Lemminge) und Dicrostonyx (Halsbandlemminge) als Nahrungsressource angewiesen. Dabei sind die Halsbandlemminge noch etwas kälteresistenter und weiter nördlich, bis nach Nordgrönland und die arktischen Inseln, verbreitet. Beide sind aber als Pflanzenfresser auf Tundrenvegetation angewiesen, wobei die Echten Lemminge neben Moos mehr Seggen und Gräser, die Halsbandlemminge eher Kräuter und Zwergsträucher bevorzugen. Lemminge sind bekannt für extreme Populationsschwankungen zwischen verschiedenen Jahren, die Bestände vieler Räuber folgen diesen Schwankungen, oder sie wandern nomadisch in Gebiete mit gerade höherer Dichte aus. Der Auslöser der Populationszyklen (die auch die sprichwörtlich gewordenen Wanderungen des eher boreal verbreiteten Berglemmings in Skandinavien verursachen) sind in der Ökologie seit Jahrzehnten umstritten.
Die für den Menschen wichtigsten Pflanzenfresser sind die Rene (in Nordamerika Karibus genannt). Einige Ren-Populationen wandern, wie die Zugvögel, im arktischen Winter in südlichere Breiten ab. Die Unterarten Rangifer tarandus pearsoni auf Nowaja Semlja, Rangifer tarandus platyrhynchus auf Spitzbergen (Hauptinsel) und Rangifer tarandus pearyi auf den Inseln der kanadischen Arktis können der Kälte nicht ausweichen (obwohl zumindest die kanadischen manchmal auf dem Meereis von Insel zu Insel wechseln) und sind deshalb in besonderer Weise an die extremen Temperaturen angepasst; in harten Wintern kommt es dennoch regelmäßig zum Zusammenbruch der Populationen. Rene sind vor etwa 5000 Jahren, mehrfach unabhängig, vom Menschen domestiziert worden. Domestizierte und wilde Populationen stehen in Konkurrenz zueinander, wo beide vorkommen, so hat sich der Wildbestand in Sibirien nach dem Ende der Sowjetunion, die zum Zusammenbruch der Rentierzucht führte, merklich erholt.

### Fische
Die arktische Fischfauna unterliegt für Arten des Süßwassers und des Meerwassers grundlegend verschiedenen Rahmenbedingungen. Die Süßwasserfische mussten die Arktis nach dem letzten glazialen Maximum (der Weichsel-Kaltzeit, in Amerika als Wisconsin bezeichnet) neu besiedeln, die Fauna ist somit wenige Tausend Jahre alt und wird stark durch die zur Arktis entwässernden großen Flusssysteme geprägt. Die marine Fischfauna konnte hingegen evolvieren, seit die heutigen ökologischen Bedingungen im Arktischen Ozean bestanden. Nach traditioneller Ansicht sind das zwei bis drei Millionen Jahre; neuere Forschungen gehen aber teilweise von weitaus längeren Zeiträumen von 14 bis 17 Millionen Jahren aus. Fischkundlich arbeitende Biogeographen grenzen die arktische biogeographische Region traditionell etwas weiter ab als den oben gesteckten Rahmen; sie ziehen weite subarktisch und boreal geprägte Gebiete mit ein, sofern noch arktische Fischarten in größeren Anteilen hier leben. Grund ist auch, dass die arktischen Randmeere zu den wichtigsten Regionen der globalen kommerziellen Fischerei gehören, während die Fauna der zentralen Arktis schlecht erforscht ist. In der folgenden Aufstellung liegt der Fokus auf den eigentlichen arktischen Arten. Eine aktuelle Artenliste der marinen Fischfauna der (erweiterten) Arktis stammt von Catherine W. Mecklenburg und Kollegen. Sie umfasst 211 Arten.
Zusätzlich zu den limnischen (im Süßwasser lebenden) und marinen Fischarten sind auch Arten zu berücksichtigen, die zwischen beiden Lebensräumen wechseln, sie werden diadrome Arten genannt. Mit sehr wenigen Ausnahmen sind dies in der Arktis Arten, die im Süßwasser ablaichen (anadrome Arten). Anadrome Wanderfische der arktischen Gewässer überwintern in der Regel nicht im Meer, sondern im Süßwasser. Dieses scheinbar widersinnige Verhalten erklärt sich daraus, dass bei der Bildung von Meereis im arktischen Winter große Mengen von Salz aus dem sich bildenden Eis ausgepresst werden, wodurch insbesondere das Wasser der Schelfmeere aufgesalzen (hypersalin) wird; diese Bedingungen sind für die Wanderfische ungünstig. Die Wanderfische, insbesondere die Lachse, sind in der Arktis von sehr hoher Bedeutung für den Menschen, sowohl für die indigene Bevölkerung als auch für heutige kommerzielle Interessen.

#### Süßwasserfische
Die limnische Fischfauna der Arktis wird durch die großen einmündenden Ströme geprägt. Diese dienen als Quelle für einwandernde Arten, die durch den mit dem fließenden Wasser mit seiner hohen Wärmekapazität verbundenen Wärmeeinstrom bis weit in den subarktischen Bereich einwandern können. Die limnische Fischfauna unterliegt heute einer intensiven Evolution, die aufgrund der (geologisch betrachtet) sehr kurzen Zeiträume aber erst zu Formen vorangeschritten ist, die traditionell taxonomisch eher als Ökotypen oder Unterarten gefasst werden, ihre Artenzahl ist aufgrund unterschiedlicher Artkonzepte der hier arbeitenden Forscher daher nur schwer anzugeben. Bei eher konservativen, weit gefassten Arten ist für Arktis und Subarktis gemeinsam etwa von 127 Arten auszugehen. 39 davon sind anadrome Wanderfische. Die Fauna von Seen und anderer stehender Gewässer ist dabei weitaus ärmer als diejenige der Fließgewässer, in der eigentlichen Arktis besteht sie im Wesentlichen aus einer einzigen Art, dem Wandersaibling, zusätzlich auch nahezu die einzige zirkumpolar verbreitete Art. Wichtigste und artenreichste Familie auch insgesamt sind die Lachsfische (Salmonidae). Von den 18 arktischen Süßwasserfischen, die hier endemisch sind oder ihr Verbreitungszentrum haben, sind 17 Salmoniden (die Ausnahme ist die in Alaska lebende Hechtart Dallia pectoralis).

#### Meeresfische
Die Abgrenzung der arktischen biogeographischen Region für marine Fischarten wird von verschiedenen Autoren nicht einheitlich gehandhabt. Das zentrale arktische Becken mit einer Fläche von etwa 4,7 Millionen Quadratkilometer und Meerestiefen um die 5000 Meter besitzt in der Norwegischen See, zwischen Grönland und Spitzbergen, eine Verbindung zum Weltmeer, die bis in die Tiefsee reicht (während die Barentssee im Osten und die Davisstraße im Westen nur sehr flache Schelfmeere sind), sie ist für etwa 90 Prozent des Wasseraustauschs verantwortlich. Die Verbindung zum Nordostpazifik über die Beringstraße ist schmal und überwiegend seicht, sie war zudem im Eiszeitalter mehrfach unterbrochen (Landbrücke). Man nimmt aber an, dass auf lange Sicht die Verbindung zum Pazifik bedeutsamer war: Die meisten arktischen Arten gehören eher pazifisch verbreiteten Verwandtschaftsgruppen an, ihre Vorfahren sind vermutlich von hier eingewandert, während nur sehr wenige Fischarten den umgekehrten Weg eingeschlagen haben.
Verschiedene Autoren geben, je nach Abgrenzung und zugrundeliegendem taxonomischem Konzept, für die erweiterte Arktis zwischen 400 und 700, für die eigentliche Arktis zwischen 210 und 250 Arten an. Die eigentliche arktische Fauna, die nur hier vorkommt oder hier zumindest den Verbreitungsschwerpunkt besitzt, ist aber kaum 10 Prozent davon, etwa 63 bis 75 Arten. Einige arktische Arten sind sehr selten gefunden worden, 15 davon sind nur von einem einzigen Exemplar (dem Holotyp) bekannt.
Unter den arktischen Fischen sind nur zwei, die an das Meereis als Lebensraum gebunden sind (als „kryopelagische“ Arten umschrieben): der seltene Grönlanddorsch Arctogadus glacialis und der Polardorsch Boreogadus saida. Der Polardorsch gilt als ökologische Schlüsselart und wesentliche Nahrungsgrundlage für zahlreiche Meeressäuger und Seevögel.
Während die borealen Gewässer des Nordatlantiks und Nordostpazifiks intensiv befischt werden und ökonomisch wahrscheinlich die bedeutendste Fischerei weltweit unterhalten, wird in arktischen Gewässern selbst, vom Lachsfang abgesehen, fast nur Subsistenzfischerei betrieben. Es wird aber befürchtet, dass in Folge der globalen Erwärmung, künftig eine stärkere Befischung einsetzen wird, deren ökologische Folgen derzeit nicht abschätzbar sind.

#### Frostschutzproteine
Da Blut und extrazelluläre Körperflüssigkeit arktischer Fischarten eine geringere Salzkonzentration besitzen als Meerwasser, würden sie schon bei Temperaturen einfrieren, bei denen das Wasser selbst noch nicht gefrieren würde. Die Temperatur des Oberflächenwassers in arktischen Meeren liegt häufig tiefer als deren Gefrierpunkt von −0,7 °C, ohne dass die Fische tatsächlich gefrieren würden. Seit 1969 ist bekannt, dass spezielle Proteine (und Glykoproteine), die als Anti-Frost-Proteine bezeichnet werden, den Fischen hier das Überleben ermöglichen. Inzwischen sind zahlreiche Anti-Frost-Proteine gefunden worden, die nicht auf Fische beschränkt, sondern in einer Vielzahl von Organismen, von Hefepilzen bis zu Insekten, ebenso verbreitet sind. Die Anti-Frost-Proteine der Fische werden nach ihrer Proteinstruktur in vier Klassen (Klasse I, II, III und IV) eingeteilt. Alle Anti-Frost-Proteine besitzen eine ähnliche Wirkungsweise: Sie lagern sich mit einer Bindungsstelle für Eis an wachsende Eiskristalle an und stören und begrenzen deren Wachstum. Sie verhindern also nicht das Gefrieren selbst, sondern sorgen dafür, dass die entstehenden Eiskristalle klein und für den Organismus unschädlich bleiben. Auch die tatsächliche Bindungsstelle ist ähnlich, wesentliches Motiv ist eine Kette aus drei Aminosäuren Ala-Ala-Thr, bei allen außer dem Typ II mit dem Saccharid Galactosyl-N-Acetylgalactosamin mit jeder Hydroxygruppe des Threonins verbunden. Die verschiedenen Klassen unterscheiden sich in ihrer weiteren Struktur und Sequenz.
Seit ihrer Entdeckung und näheren Erforschung war es rätselhaft, dass selbst nahe verwandte Fischarten zum Teil vollkommen verschiedene Anti-Frost-Proteine aufweisen. Dies wird damit erklärt, dass die Bildung von Meereis ein relativ junges Phänomen ist, dessen Alter zumindest im arktischen Meer wahrscheinlich geringer ist als das evolutive Alter vieler Familien, Gattungen und selbst Arten. Es konnte gezeigt werden, dass die Anti-Frost-Proteine der verschiedenen Fischarten höchstwahrscheinlich in den verschiedenen Gruppen, auf unterschiedlicher genetischer Grundlage, konvergent entstanden sind. Dies gilt selbst für die strukturell sehr ähnlichen Proteine der einzelnen Klassen: Dies konnte, als letzte Klasse, 2013 auch für die Proteine der Klasse I nachgewiesen werden.

### Insekten
Die Insektenfauna der Arktis ist unzureichend erforscht, die Angaben beruhen auf nur wenigen Studien, die zudem oft methodische Schwierigkeiten aufweisen. Die am weitesten zitierte Studie ist der Biological Survey des kanadischen Entomologen Hugh Danks. Ihm zufolge kommen im arktischen Nordamerika ca. 1650 verschiedener Arten von Insekten in 150 Familien vor. Die arktische Fauna ist insgesamt wenig eigenständig, sie stellt überwiegend einen Ausschnitt der borealen (und temperaten) Fauna dar, obwohl auch einige wenige zonale, endemische Arten bekannt sind, zum Beispiel 6 Arten von Blattflöhen, 12 Blattläuse, 32 Schnaken (im weiteren Sinne, Tipuloidea), 25 Schmetterlinge.
Während die subarktische Fauna und die der südlichen Tundra noch moderat artenreich sind, gibt es nur extrem wenige euarktische Insektenarten. Nach den Untersuchungen von Danks sind es in der amerikanischen Hocharktis noch etwa 350 Arten. Innerhalb der polaren Wüsten gehören 75 Prozent der Arten zu einer Ordnung, den Zweiflüglern.
Nach einigen Untersuchungen erscheint es nicht unwahrscheinlich, dass die meisten der bis in die Subarktis lebenden Insektenarten möglicherweise gar nicht eigens an diesen Lebensraum adaptiert sind, es handelt sich dann vor allem um den Ausschnitt aus der holarktischen Fauna, der mehr oder weniger zufällig passende Physiologie und Lebenszyklen aufwies (Präadaptionen). Dies zeigt sich zum Beispiel daran, dass etwa Schmetterlingsarten noch über das Ausweichverhalten gegenüber den Ortungslauten von Fledermäusen verfügen, obwohl in der Arktis gar keine Fledermäuse leben. Zumindest in der hohen Arktis vermögen aber meist nur noch speziell adaptierte Arten zu überleben. Besondere Anpassungen sind:

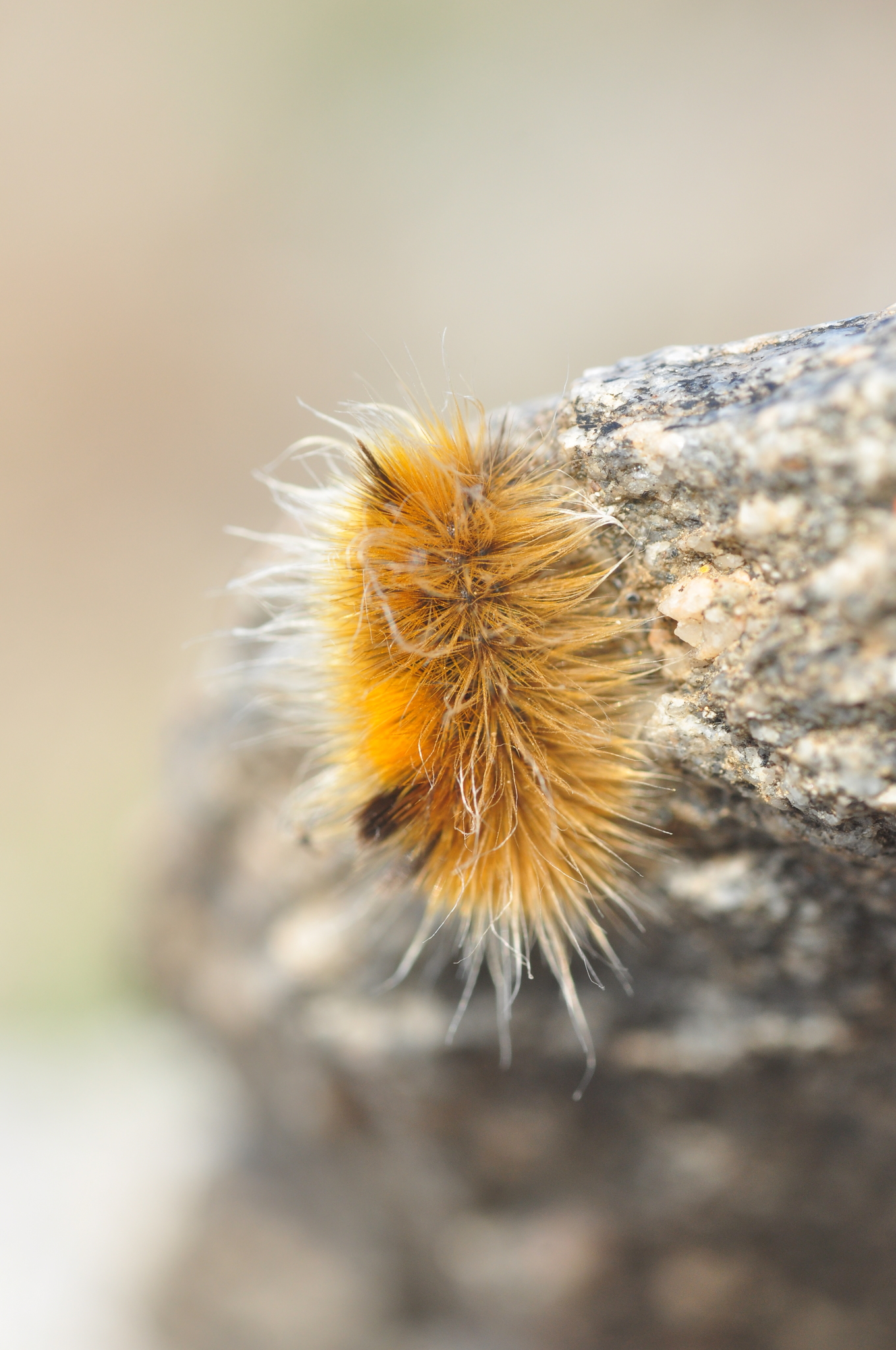
Raupe von Gynaephora groenlandica

- verlängerte Lebenszyklen (berühmt geworden ist Gynaephora groenlandica, eine nearktische Trägspinner-Art, die für ihre sieben Larvenstadien ebenso viele Jahre benötigt (eine Häutung pro Jahr)[36]).
- Kälteresistenz in allen Lebensstadien gleichermaßen, auch den Sommer über.
- Mikrohabitatwahl vor allem nach Länge der Entwicklungsperiode, dadurch Überwinterung an Stellen, die früh ausapern; keine geschützten Winterhabitate.

Kälteresistenz wird auf zwei fundamental unterschiedlichen Wegen erreicht: einige Arten tolerieren es, einzufrieren, wobei sie in der Regel über Frostschutzproteine verfügen. Andere Arten können hingegen auch bei extremen Minusgraden das Einfrieren verhindern, wobei Unterkühlung bis jenseits von −50 °C nachgewiesen wurde; sie erreichen dies durch Gefrierschutzmittel wie Glycerin oder Ethylenglycol in der Hämolymphe.
Schmetterlingsarten drehen teilweise ihre Flügel zur Sonne hin, um durch Einstrahlung mehr Wärme aufnehmen zu können. Zu den morphologischen Anpassungen gehören etwa: Oft starke Behaarung zur Wärmeisolation, dunklere Färbung zur Erhöhung der Absorption von Strahlung.

#### Zweiflügler
Zweiflügler (Fliegen und Mücken, Dipteren) sind die wichtigste arktische Insektenordnung. Der Anteil der Zweiflügler-Arten an der Biodiversität der Insekten insgesamt macht in der Arktis regelmäßig mehr als 50 Prozent aus, während ihr Artenanteil global nur bei 16 Prozent und in Nordamerika bei 19 Prozent liegt. Artenreiche Gruppen in der Arktis sind etwa die Familien der Zuckmücken (Chironomidae), Kriebelmücken (Simuliidae), Stechmücken (Culicidae) und Echten Fliegen (Muscidae). Die arten- und individuenreichsten Gruppen sind ausnahmslos solche mit wasserlebenden (aquatischen) oder in wassergesättigten Böden lebenden (semiaquatischen) Larvenstadien. Spezialisten von Fließgewässern wie die Larven der Kriebelmücken fehlen allerdings in der Hohen Arktis fast vollständig. Obwohl auch in temperaten und borealen Breiten verbreitete Blütenbesucher wie Hummeln oder Schmetterlinge in der Arktis leben, sind die Dipteren hier auch die wichtigsten Bestäuber von Pflanzen. Für warmblütige Tiere und Menschen besonders auffallend in der arktischen Fauna sind als Imagines blutsaugende Insekten wie die Stechmücken. Sogar die saisonalen Wanderungen der Karibus wurden schon als Anpassung zum Ausweichen vor den Stechmückenschwärmen interpretiert. Diese sind allerdings, trotz der ungeheuren Individuenzahlen, nicht besonders artenreich. Für die amerikanische Arktis werden 16 Arten angegeben, davon nur 3 in der Hohen Arktis.

#### Käfer
Käfer, weltweit die größte Ordnung der Insekten, sind in der Arktis unterrepräsentiert. Die arktische Käferfauna macht nur ca. 0,1 Prozent der weltweiten Fauna aus, dies liegt unter dem Durchschnitt aller Insekten (0,3 Prozent) oder dem Wert etwa für die Zweiflügler (ca. 1 Prozent). Chernov und Makarova geben für die Hohe Arktis 71 Käferarten an, für die Insel Grönland sind es 37. Ihr Anteil an der arktischen Insektenfauna insgesamt liegt nur wenig über 10 Prozent. Häufigste Gruppen sind die bodenlebenden, räuberischen Kurzflügler (Staphylinidae) und Laufkäfer (Carabidae), die wasserlebenden, räuberischen Schwimmkäfer (Dytiscidae) und die pflanzenfressenden (phytophagen) Blattkäfer (Chrysomelidae) und Rüsselkäfer (Curculionidae). Es überwiegen kleine, meist flugunfähige Arten mit relativ geringer ökologischer Spezialisierung und weiter Verbreitung. Unter den relativ gut untersuchten Laufkäfern werden für die eurasische Arktis gut 90 Arten und für die amerikanische Arktis 65 Arten abgegeben. Dabei dringt keine der Arten bis in die polaren Kältewüsten vor.
Ein bezüglich seiner Frostschutzbiochemie gut untersuchter Käfer ist Pytho americanus Kirby, ein Drachenkäfer (Pythidae), der sowohl im Adultstadium als auch larval Frost überdauern kann.

#### Falter
Bisher wurden 106 Arten von Faltern in 6 Familien gefunden: Ritterfalter (Papilionidae, 6 Arten), Weißlinge (Pieridae, 20 Arten), Bläulinge (Lycaenidae, 18 Arten), Edelfalter (Nymphalidae, 30 Arten), Augenfalter (Satyridae, 27 Arten), Dickkopffalter (Hesperiidae, 5 Arten). Edelfalter und Augenfalter sind die häufigsten Arten, jedoch nur sehr lokal verbreitet, wogegen die Weißlinge eine sehr weite Verteilung in der Arktischen Tundra haben. Hocharktische Falter suchen sich warme, windstille, geschützte Habitate. Sie richten ihre Flügel im rechten Winkel zur Sonneneinstrahlung aus, um mehr Wärmestrahlung einzufangen. Sie fliegen meist nur bis zu einem halben Meter über dem Boden, da die Luft dort an sonnigen Tagen um einiges wärmer ist.

#### Hautflügler
Der Anteil der Hautflügler an der arktischen Insektenfauna entspricht in etwa ihrem globalen Anteil. Viele weiter südlich gut repräsentierte Gruppen sind unterrepräsentiert oder völlig abwesend, besonders auffallend die sonst so erfolgreiche Familie der Ameisen (Formicidae). Häufiger, als nach dem globalen Trend der Artenabnahme nach Norden hin zu erwarten wäre, sind zum Beispiel die Blattwespen der Unterfamilie Nematinae, die als Pflanzenfresser an Weiden-Arten (Gattung Salix) fressen. Relativ divers und komplex sind auch die parasitoiden Hautflügler vertreten, zum Beispiel aus der Familie der Schlupfwespen, ob sie allerdings nach Norden hin tatsächlich einen höheren Artenanteil ausmachen, ist seit Jahrzehnten umstritten: Selbst die relativ artenarmen Gemeinschaften der Hohen Arktis sind erst nach mehrere Jahre dauernde und einige Sammelmethoden kombinierende Untersuchungen einigermaßen vollständig zu erfassen. Obwohl auch einige solitäre Bienenarten in der Arktis leben, ist die einzige häufigere und weiter verbreitete Gruppe der Aculeata die Gattung der Hummeln (Bombus), die in der Tundra 85 bis 95 Prozent der Individuen ausmachen. Im europäischen Teil Russlands wurden dabei vier euarktische Arten identifiziert, Bombus polaris, Bombus balteatus, Bombus hyperboreus und Bombus lapponicus subsp. glacialis. Bombus polaris ist dabei zirkumpolar verbreitet und lebt auch im arktischen Nordamerika.